# Marios Joannou Elia
Marios Joannou Elia (Páfosz, 1978. június 19. –) görög–ciprusi zeneszerző, egyetemi oktató és művészeti, valamint kulturális intézmények vezetője. Zeneelméleti szakértők, zenekritikusok és a sajtó gyakran említik őt „zenei jelenségként”, „a monumentális alkotások emberének”, „nemzedéke zeneszerzői között úttörőként”, „zenei újítóként”, „a hang varázslójaként”, illetve „a kortárs zene csodagyerekeként” is.

## Művészi életmű
Elia olyan művek szerzője, amelyek nemzetközi hatókörrel és visszhanggal bírnak. Szimfóniák, oratóriumok, |operák, rapszódiák, kórusművek, ünnepi zeneművek és egyéb kompozíciók jellemzik életművét, melyek kiemelkednek eredetiségükkel, találékonyságukkal, egyediségükkel és a különböző zenei műfajok ötvözésével. Szerzői katalógusa mintegy 100 művet foglal magában.